# Ophraella slobodkini
Ophraella slobodkini là một loài bọ cánh cứng trong họ Chrysomelidae. Loài này được Futuyma miêu tả khoa học năm 1991.